# Surgoinsville
Surgoinsville est une municipalité américaine située dans le comté de Hawkins au Tennessee.
Selon le recensement de 2010, Surgoinsville compte 1 801 habitants. La municipalité s'étend sur 5,61 milles carrés (14,53 km2) dont 0,04 mille carré (0,1 km2) d'étendues d'eau.
La localité est fondée en 1815 par un huguenot français, James F. Surgoms ou Surguine.